# リー・ジンリャン
リー・ジンリャン（中国語: 李景亮, ラテン文字転写: Li Jingliang、1988年3月20日 - ）は、中国の男性総合格闘家。新疆ウイグル自治区タルバガタイ地区出身。チャイナ・トップチーム所属。元LFCウェルター級王者。

## 来歴
新疆ウイグル自治区チョチェク市近郊の小さな町で生まれる。プロ総合格闘家になるため散打とレスリングを始め、2008年に北京へ移住した。2007年に総合格闘技プロデビュー。

### UFC
2014年5月24日、UFC初参戦となったUFC 173でデビッド・ミショーと対戦し、2-1の判定勝ち。
2015年5月16日、UFC Fight Night: Edgar vs. Faberでディエゴ・リマと対戦し、左右フックでダウンを奪いパウンドで1RKO勝ち。
2015年9月27日、UFC Fight Night: Barnett vs. Nelsonで、中村K太郎と対戦。スタンドで優勢に試合を進めたものの、3Rにリアネイキドチョークで逆転のテクニカル一本負け。
2016年7月8日、The Ultimate Fighter 23 Finaleで、アントン・ザフィアと対戦し、パウンドで1RKO勝ち。試合後に禁止薬物であるクレンブテロールの陽性反応が検出されたが、故意に摂取したものではないと判断されたため処分が科せられることはなかった。
2017年6月17日、UFC Fight Night: Holm vs. Correiaでフランク・カマチョと対戦し、3-0の判定勝ち。ファイト・オブ・ザ・ナイトを受賞した。
2017年11月25日、UFC Fight Night: Bisping vs. Gastelumでザック・オットーと対戦し、ローキックにあわせたカウンターの右ストレートでダウンを奪い、パウンドで1RTKO勝ち。パフォーマンス・オブ・ザ・ナイトを受賞した。
2018年2月11日、UFC 221でジェイク・マシューズと対戦し、0-3の判定負け。ファイト・オブ・ザ・ナイトを受賞した。
2018年11月24日、UFC Fight Night: Blaydes vs. Ngannou 2でダビッド・ザワダと対戦し、ボディへの右サイドキックでダウンを奪いパウンドで1RTKO勝ち。パフォーマンス・オブ・ザ・ナイトを受賞した。
2019年8月31日、UFC Fight Night: Andrade vs. Zhangでウェルター級ランキング14位のエリゼウ・ザレスキ・ドス・サントスと対戦。右アッパーでダウンを奪い、追撃のスタンドパンチ連打で3RTKO勝ち。パフォーマンス・オブ・ザ・ナイトを受賞した。
2021年1月16日、UFC on ABC: Holloway vs. Kattarでサンチアゴ・ポンジニッビオと対戦し、左フックで1RKO勝ち。パフォーマンス・オブ・ザ・ナイトを受賞した。
2021年10月30日、UFC 267でカムザット・チマエフと対戦し、リアネイキドチョークで絞め落とされ1R一本負け。
2022年7月16日、UFC on ABC: Ortega vs. Rodríguezでムスリム・サリコフと対戦し、右ストレートでダウンを奪いグラウンドの肘打ち連打で2RTKO勝ち。パフォーマンス・オブ・ザ・ナイトを受賞した。
2022年9月10日、UFC 279でダニエル・ロドリゲスと180ポンド契約で対戦し、1-2の判定負け。しかし、海外MMAメディアサイトの採点で記者23人中21人がジンリャンの勝利を支持するなど物議を醸す判定となった。
2024年8月18日、約2年ぶりの復帰戦となったUFC 305でカルロス・プラチスと対戦し、2Rに左フックでキャリア初のKO負け。

## 人物・エピソード
- 既婚者であり、2015年生まれの娘と2020年生まれの息子がいる。

## 戦績
| 総合格闘技 戦績 | 総合格闘技 戦績 | 総合格闘技 戦績 | 総合格闘技 戦績 | 総合格闘技 戦績 | 総合格闘技 戦績 | 総合格闘技 戦績 |
| --------------- | --------------- | --------------- | --------------- | --------------- | --------------- | --------------- |
| 28 試合         | (T)KO           | 一本            | 判定            | その他          | 引き分け        | 無効試合        |
| 19 勝           | 9               | 5               | 5               | 0               | 0               | 0               |
| 9 敗            | 1               | 2               | 6               | 0               | 0               | 0               |

| 勝敗 | 対戦相手                           | 試合結果                                           | 大会名                                                           | 開催年月日     |
| ×    | カルロス・プラチス                 | 2R 4:02 KO（左フック）                             | UFC 305: du Plessis vs. Adesanya                                 | 2024年8月18日  |
| ×    | ダニエル・ロドリゲス               | 5分3R終了 判定1-2                                  | UFC 279: Diaz vs. Ferguson                                       | 2022年9月10日  |
| ○    | ムスリム・サリコフ                 | 2R 4:38 TKO（右ストレート→グラウンドの肘打ち連打） | UFC on ABC 3: Ortega vs. Rodríguez                               | 2022年7月16日  |
| ×    | カムザット・チマエフ               | 1R 3:16 リアネイキドチョーク                       | UFC 267: Błachowicz vs. Teixeira                                 | 2021年10月30日 |
| ○    | サンチアゴ・ポンジニッビオ         | 1R 4:25 KO（左フック）                             | UFC on ABC 1: Holloway vs. Kattar                                | 2021年1月16日  |
| ×    | ニール・マグニー                   | 5分5R終了 判定0-3                                  | UFC 248: Adesanya vs. Romero                                     | 2020年3月7日   |
| ○    | エリゼウ・ザレスキ・ドス・サントス | 3R 4:51 TKO（スタンドパンチ連打）                  | UFC Fight Night: Andrade vs. Zhang                               | 2019年8月31日  |
| ○    | ダビッド・ザワダ                   | 3R 4:07 TKO（ボディへの右サイドキック→パウンド）   | UFC Fight Night: Blaydes vs. Ngannou 2                           | 2018年11月24日 |
| ○    | 阿部大治                           | 5分3R終了 判定3-0                                  | UFC Fight Night: Cowboy vs. Edwards                              | 2018年6月23日  |
| ×    | ジェイク・マシューズ               | 5分3R終了 判定0-3                                  | UFC 221: Romero vs. Rockhold                                     | 2018年2月11日  |
| ○    | ザック・オットー                   | 1R 2:57 TKO（右ストレート→パウンド）               | UFC Fight Night: Bisping vs. Gastelum                            | 2017年11月25日 |
| ○    | フランク・カマチョ                 | 5分3R終了 判定3-0                                  | UFC Fight Night: Holm vs. Correia                                | 2017年6月17日  |
| ○    | ボビー・ナッシュ                   | 2R 4:45 KO（右フック→パウンド）                    | UFC on FOX 23: Shevchenko vs. Pena                               | 2017年1月28日  |
| ○    | アントン・ザフィア                 | 1R 2:46 KO（パウンド）                             | The Ultimate Fighter 23 Finale                                   | 2016年7月8日   |
| ×    | 中村K太郎                          | 3R 2:17 リアネイキドチョーク                       | UFC Fight Night: Barnett vs. Nelson                              | 2015年9月27日  |
| ○    | ディエゴ・リマ                     | 1R 1:25 KO（右フック→パウンド）                    | UFC Fight Night: Edgar vs. Faber                                 | 2015年5月16日  |
| ×    | ノーディン・タレブ                 | 5分3R終了 判定0-3                                  | UFC Fight Night: MacDonald vs. Saffiedine                        | 2014年10月4日  |
| ○    | デビッド・ミショー                 | 5分3R終了 判定2-1                                  | UFC 173: Barao vs. Dillashaw                                     | 2014年5月24日  |
| ○    | ルーク・ジュモー                   | 3R 3:38 ギロチンチョーク                           | Legend Fighting Championship 11 【LFCウェルター級王座決定戦】    | 2013年4月27日  |
| ○    | ダン・ポーリング                   | 5分3R終了 判定3-0                                  | Legend Fighting Championship 9                                   | 2012年6月16日  |
| ×    | ペ・ミョンホ                       | 5分3R終了 判定0-3                                  | Legend Fighting Championship 7 【LFCウェルター級タイトルマッチ】 | 2012年2月11日  |
| ○    | アレックス・ニウ                   | 5分3R終了 判定3-0                                  | Legend Fighting Championship 5                                   | 2011年7月16日  |
| ○    | トニー・ロッシーニ                 | 2R 1:11 リアネイキドチョーク                       | Respect Fighting Championship 6                                  | 2011年1月27日  |
| ○    | アンドレイ・リウ                   | 1R 3:43 TKO（パンチ）                              | Legend Fighting Championship 3                                   | 2010年9月24日  |
| ×    | パット・クローリー                 | 5分3R終了 判定0-3                                  | Legend Fighting Championship 2                                   | 2010年6月24日  |
| ○    | ユン・タオゴング                   | 1R 5:29 ギロチンチョーク                           | AOW 15: Ueyama vs. Aohailin                                      | 2009年11月28日 |
| ○    | リウ・ジンウェン                   | 1R 3:05 ギロチンチョーク                           | Ultimate Martial Arts Combat                                     | 2009年4月18日  |
| ○    | ガジエフ・マハチ                   | 2R 1:02 ギブアップ（パウンド）                     | AOW 8: Worlds Collide                                            | 2007年9月22日  |

## 獲得タイトル
- 第3代LFCウェルター級王座（2013年）

## 表彰
- UFC ファイト・オブ・ザ・ナイト（1回）
- UFC パフォーマンス・オブ・ザ・ナイト（3回）